# Azurpenstemon
Azurpenstemon (Penstemon hirsutus) är en grobladsväxtart som först beskrevs av Carl von Linné, och fick sitt nu gällande namn av Carl Ludwig von Willdenow. Enligt Catalogue of Life ingår Azurpenstemon i släktet penstemoner och familjen grobladsväxter, men enligt Dyntaxa är tillhörigheten istället släktet penstemoner och familjen grobladsväxter. Arten förekommer tillfälligt i Sverige, men reproducerar sig inte. Utöver nominatformen finns också underarten P. h. hirsutus.

## Bildgalleri

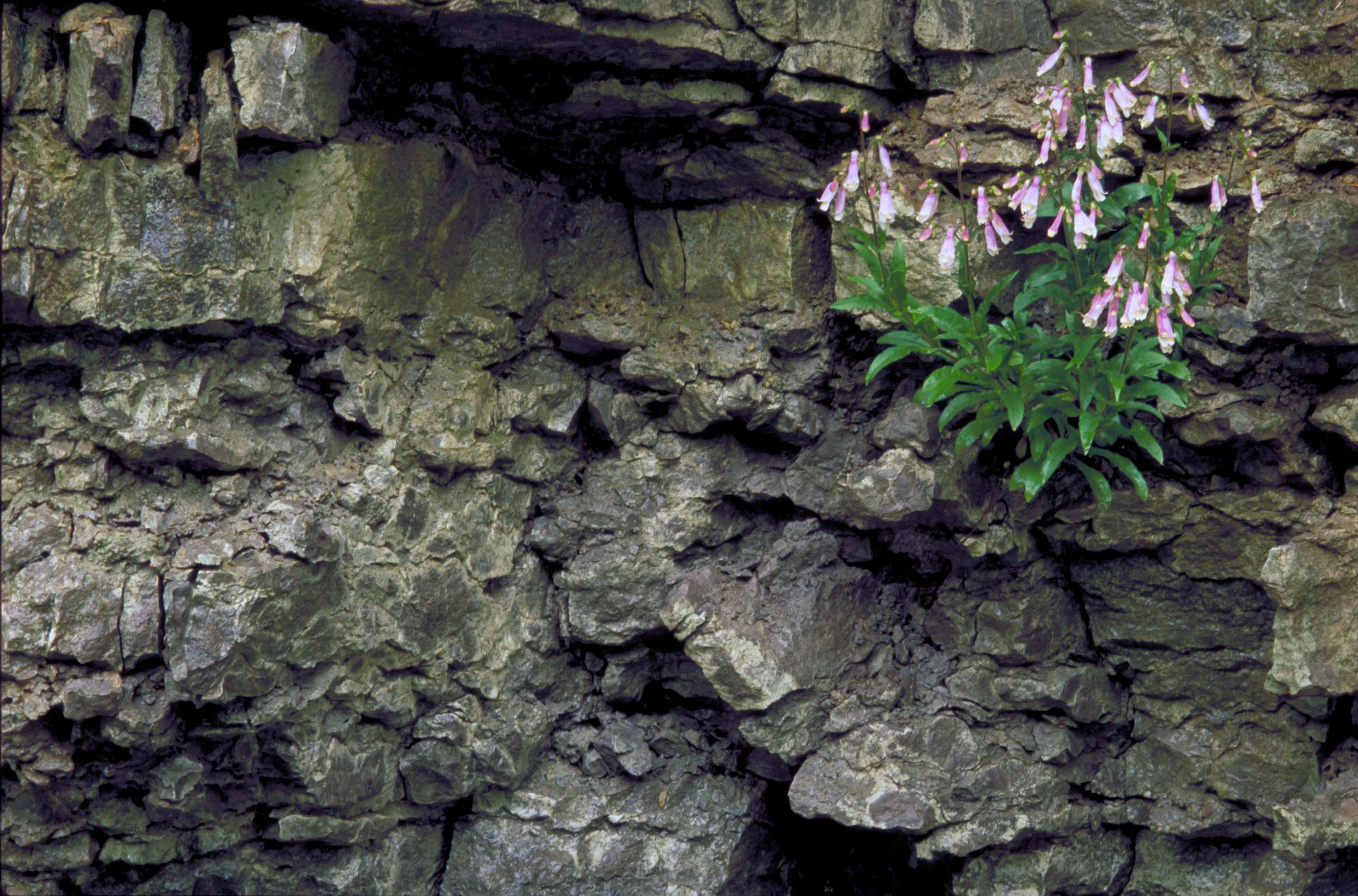
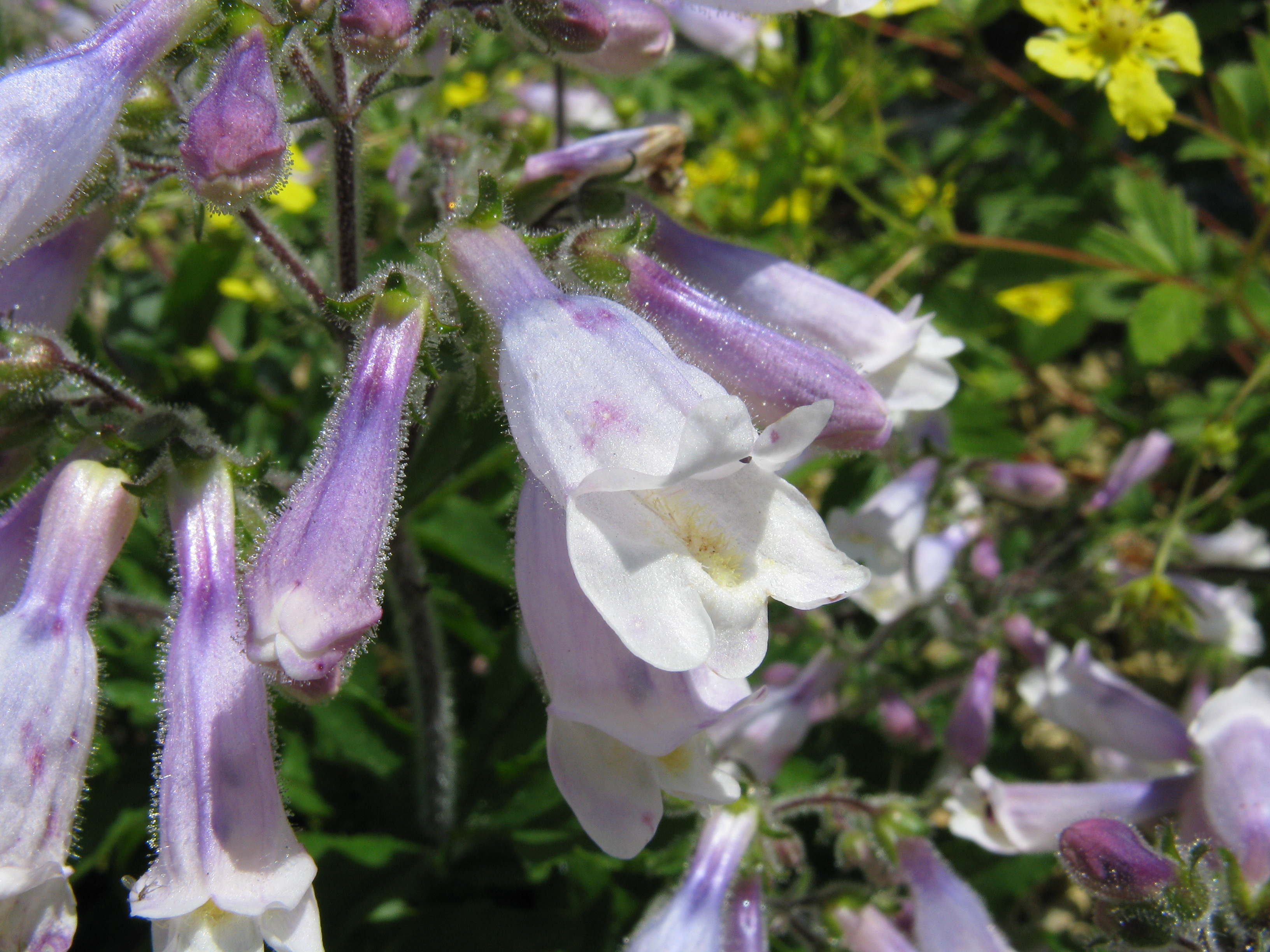
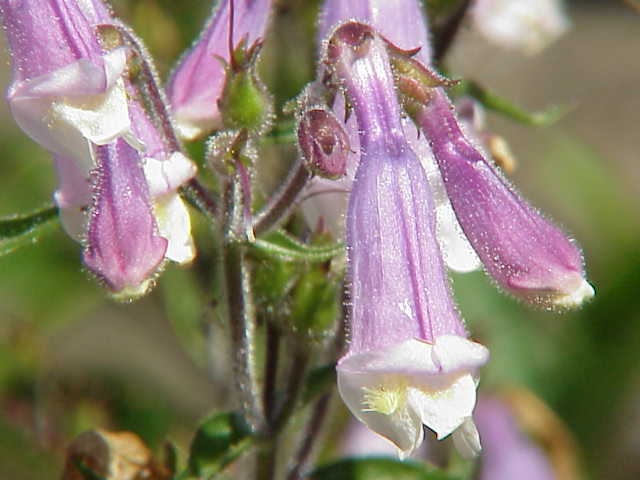
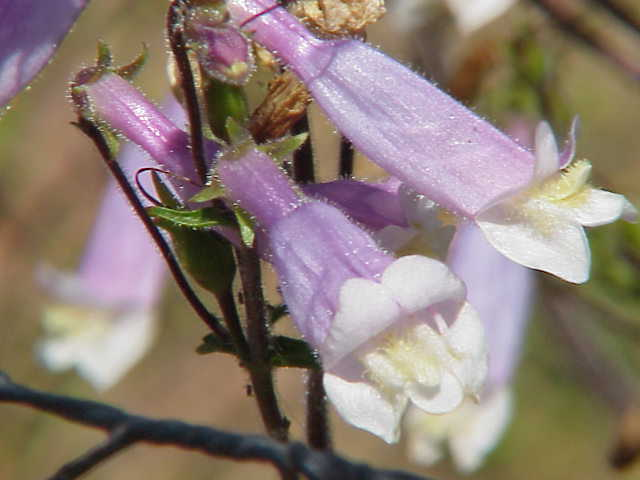
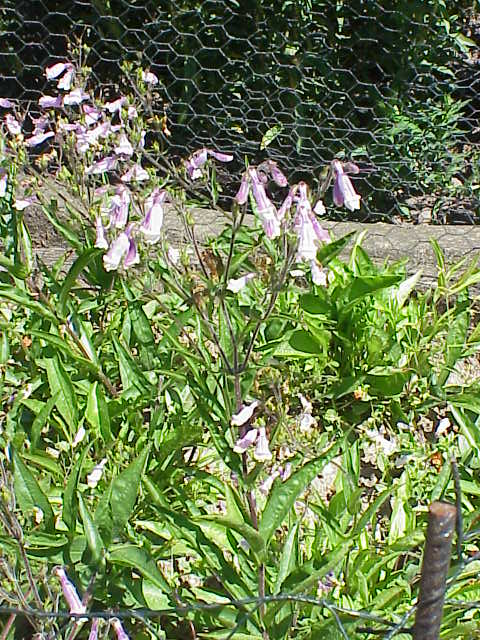
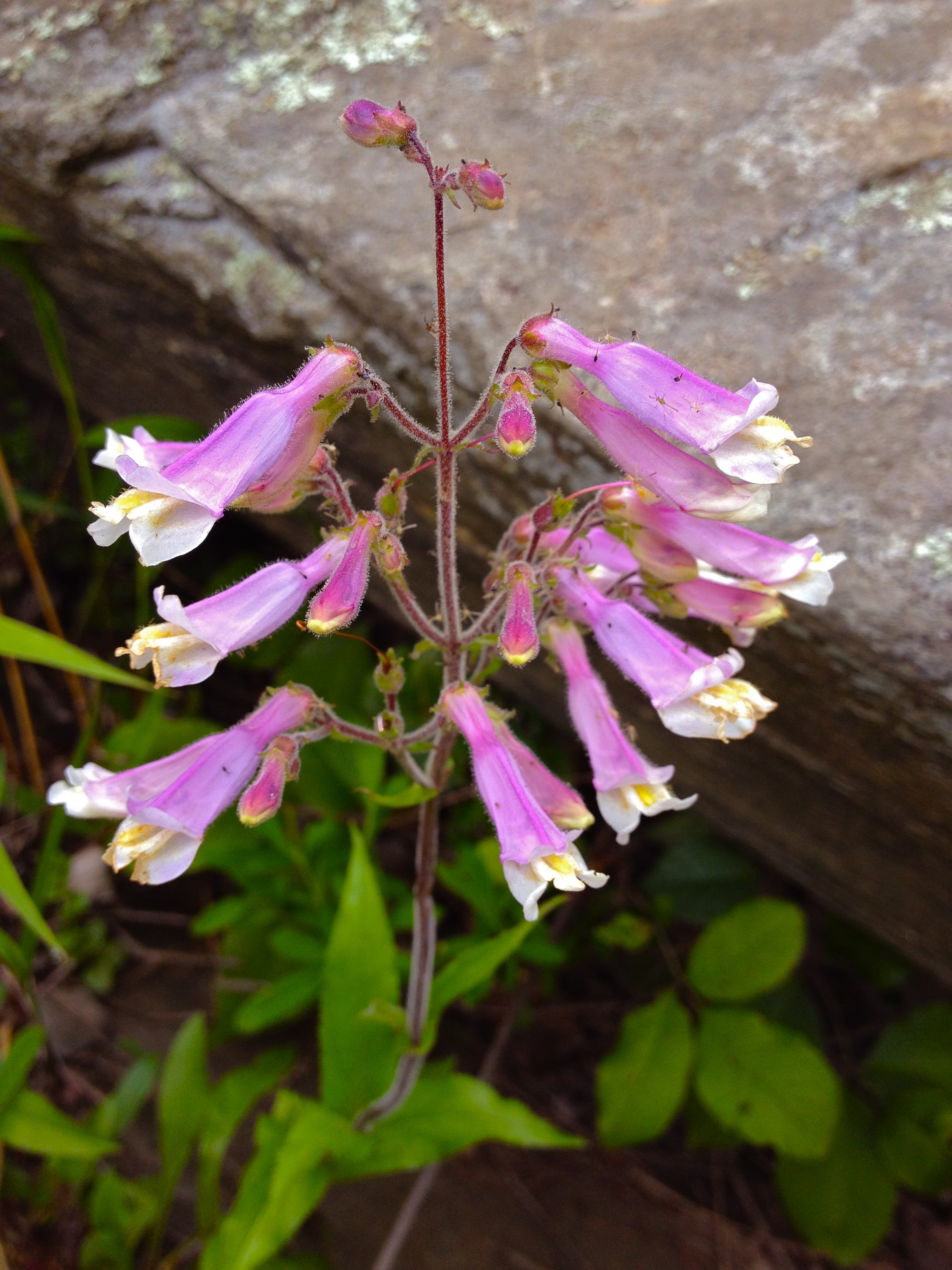